# 戈里亞尼 (巴爾區)
49°9′46″N 27°48′50″E / 49.16278°N 27.81389°E
戈里亞尼（烏克蘭語：Горяни），是烏克蘭的村落，位於該國西南部文尼察州，由日梅林卡區負責管轄，面積1.37平方公里，海拔高度327米，2001年人口305，人口密度每平方公里222.47人。